# نیکولای آ. واسیلیف
نیکولای آ. واسیلیف (روسی: Николай Александрович Васильев؛ ۲۹ ژوئن ۱۸۸۰ – ۳۱ دسامبر ۱۹۴۰) ریاضی‌دان، فیلسوف، نویسنده، شاعر و روان‌شناس اهل امپراتوری روسیه بود.